# Ca d'Oro Coffee Lounge
El Ca d'Oro Coffee Lounge fue una destacada cafetería ubicada en Auckland, Nueva Zelanda. Inaugurado en 1957 en Customs Street West, en el centro de Auckland, fue uno de los primeros cafés de la ciudad y un lugar muy conocido entre la comunidad LGBT local. Fue uno de los pocos establecimientos nocturnos de la ciudad hasta su cierre en 1974.

## Historia
El Ca d'Oro fue inaugurado en 1957 por el actor Harold Kissin y Memé Churton, una reconocida personalidad del sector artístico, en Customs Street West.
Churton, nacida en Italia, no estaba muy convencida con la cultura gastronómica y cafetera de Nueva Zelanda. Buscó crear un establecimiento más representativo de los cafés europeos. La familia de Kissin tenía una joyería en Customs Street que estaba pasando por dificultades. Él y Churton convirtieron este local en el Ca d'Oro Coffee Lounge, que significa «Casa de Oro» en italiano. Kissin y Churton importaron una máquina de café expreso para fundar el establecimiento. El salón fue diseñado por Peter Smeele y contaba con un gran mural de acero en forma de góndola, obra del destacado diseñador holandés Frank Carpay.
A diferencia de la mayoría de los bares, las cafeterías no estaban sujetas a las leyes sobre bebidas alcohólicas que obligaban a los establecimientos a cerrar a las 18:00. Por consiguiente, el Ca d'Oro abría de 9:00 a 00:00 y eludía las estrictas leyes sobre bebidas alcohólicas sirviendo alcohol en vasos de café fuera del horario habitual. Fue considerado un lugar excéntrico para su época y contaba con una importante clientela LGBTQ+. En particular, el Ca d'Oro era popular entre los hombres homosexuales debido a su proximidad al muelle y a la presencia de marineros visitantes que buscaban encuentros sexuales. También se encontraba muy cerca de otros espacios queer conocidos de la época, como el Blake's Inn en Vulcan Lane y el Lilypond en Queen Street.
Roy Jackson, camarero del Ca d'Oro, fue asesinado a bordo del barco Whangaroa en Napier en 1960; desde entonces, el ataque se ha percibido como un caso de homofobia. Los agresores de Jackson fueron absueltos de los cargos de homicidio involuntario.
Ca D'Oro Ltd. fue disuelta como empresa en 1974.